# Ruizterania
Ruizterania é um género botânico pertencente à família Vochysiaceae.
1. ↑  «Ruizterania — World Flora Online». www.worldfloraonline.org. Consultado em 19 de agosto de 2020